# Георгиевское (Белозерский район)
Георгиевское — село в Белозерском районе Вологодской области.
Входит в состав Визьменского сельского поселения, с точки зрения административно-территориального деления — центр Георгиевского сельсовета.
Расстояние до районного центра Белозерска по автодороге — 90 км, до центра муниципального образования деревни Климшин Бор по прямой — 21 км. Ближайшие населённые пункты — Акинино, Плоское, Прокино.
По переписи 2002 года население — 195 человек (88 мужчин, 107 женщин). Преобладающая национальность — русские (98 %).